# Hypoprepia miniata
Hypoprepia miniata är en fjärilsart som beskrevs av Kirby 1837. Hypoprepia miniata ingår i släktet Hypoprepia och familjen björnspinnare. Inga underarter finns listade i Catalogue of Life.